# Блинная машина (фильм, 2021)
«Блинная машина» (англ. Pancake Machine) — комедийный фильм режиссёра Олег Мавроматти. Мировая премьера состоялась 22 октября 2021 года на фестивале «DocLisboa».

## Сюжет
Молодой блогер Максимка делится своими откровениями о жизни, смерти, женщинах и капитализме, после чего принимает решение о смене пола. Он утверждает, что сделает операцию сам, после чего наконец-то превращается в Машу Самоварову. Новоиспечённая героиня делится своими мыслями о переходе и о том, что женская жизнь оказалась далеко не такая, какой она её себе представляла.

## В ролях
| Актёр          | Роль            |
| -------------- | --------------- |
| Максим Шалько  | Камео           |
| Кана Се        | Маша Самоварова |
| Алексей Макеев | Алекстайм       |

## Критика
Критик Никита Лаврецкий в издании «Афиша Daily» писал, что режиссёра «точно нельзя обвинить в бесчеловечности», а культурный обозреватель радио «Свободы» Дмитрий Волчек включил фильм в свой список лучших фильмов 2020 года.